# Matériel d'aquarium
Pour un article plus général, voir Aquarium.

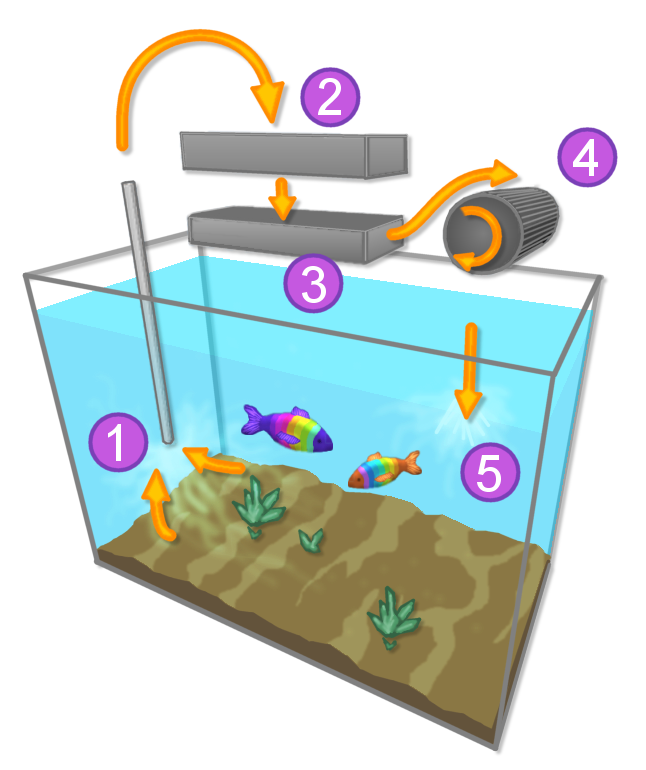
Système de filtration dans un aquarium typique: (1) Entrée. (2) filtration mécanique. (3) filtration par charbon actif (optionnel). (4) filtration biologique milieu. (5) sortie au réservoir.

Le matériel de l'aquarium est un bac fait de plaques de verre ou de Plexiglas collées ensemble avec un silicone adapté et équipé de divers appareils (filtre, chauffage, lampes) destinés à stabiliser les caractéristiques de l'eau. Le tout est posé sur un support rigide et résistant à l'eau.
Les appareils servent à maintenir des conditions climatiques et une composition de l'eau conformes aux besoins des animaux et des plantes qui peuplent l'aquarium.

## Le bac

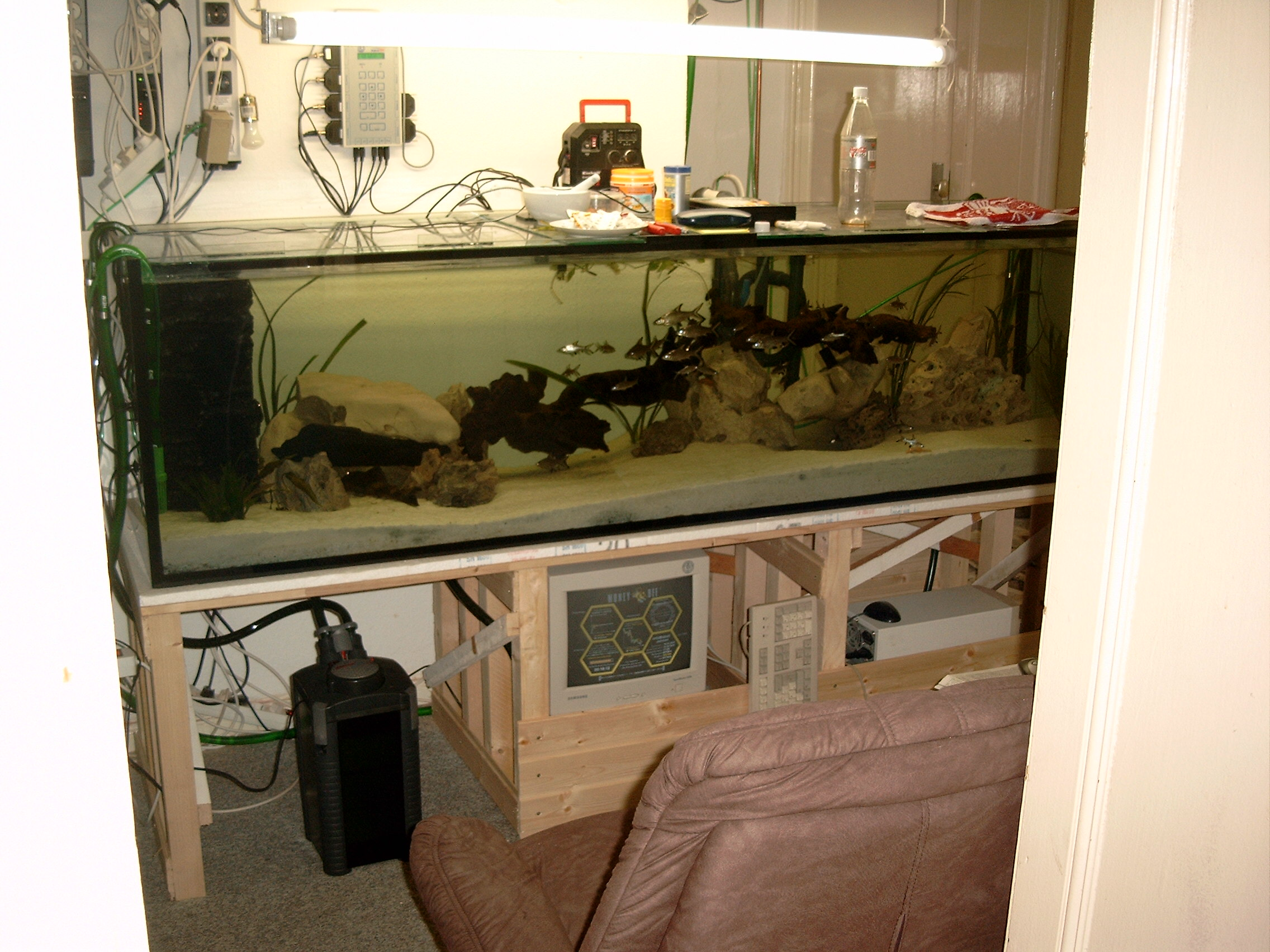
Grand aquarium domestique d'un volume de 800 l.

Le bac est l'élément principal de l'aquarium. Il s'agit d'un caisson étanche avec une ou plusieurs faces transparentes, en verre ou en plexiglas. Il contient l'eau, les animaux, les plantes, ainsi que tout ou partie des appareils.
Un bac d'aquarium peut être construit à la main par simple collage. 
Jusqu'aux années 1970, la plupart des aquariums en verre étaient construits avec des cornières métalliques mastiquées, mais ils sont maintenant (en 2009) en verre collé au moyen de colles en silicone. Pour obtenir des très grands bacs ou des formes courbes on peut avoir recours à des parois de plexiglas, composées si nécessaire de plusieurs plaques soudées entre elles.
Diverses sociétés commerciales vendent des petits aquariums en kit. Ils sont généralement de forme rectangulaire, longs de 40 à 120 cm pour un volume de 50 à 250 litres.
Les bacs des aquariums publics, d'un volume de plusieurs milliers de litres, sont construits sur place, par des sociétés spécialisées, en collaboration avec des ingénieurs du bâtiment (architectes). 

### L'eau
La composition de l'eau du robinet brute dépend des jours et des endroits. Elle n'est souvent pas adaptée aux besoins des poissons. Divers procédés permettent de la transformer en eau pour aquarium.
- Du chlore est souvent ajouté à l'eau dans le but de la rendre potable[4].Le chlore tue les micro-organismes aquatiques et nuit à la santé des animaux aquatiques plus grands. Le chlore s'évapore en 24 heures[réf. nécessaire] ou peut être éliminé par fixation à l'aide de thiosulfate de sodium - un produit disponible dans le commerce[5].

Les poissons d'eau très douce (bassin d'Amazonie) ont généralement besoin d'eau peu dure, pouvant être réalisée par osmose inverse. L'osmoseur est un appareil de filtration à membrane semi-perméable, il produit une eau très pure dont le pH est 7[réf. nécessaire]. Cette eau osmosée, souvent trop pure, doit être mélangée à une eau différente en vue d'obtenir un pH et une concentration de minéraux donnés.
Un apport de sels minéraux, à l'aide de roches calcaires, est utilisé pour les poissons qui ont besoin d'une eau très dure (exemple: les poissons du Lac Malawi). 
Un apport de sel de mer, et de l'eau épurée ou osmosée, est utilisé pour les poissons de mer.

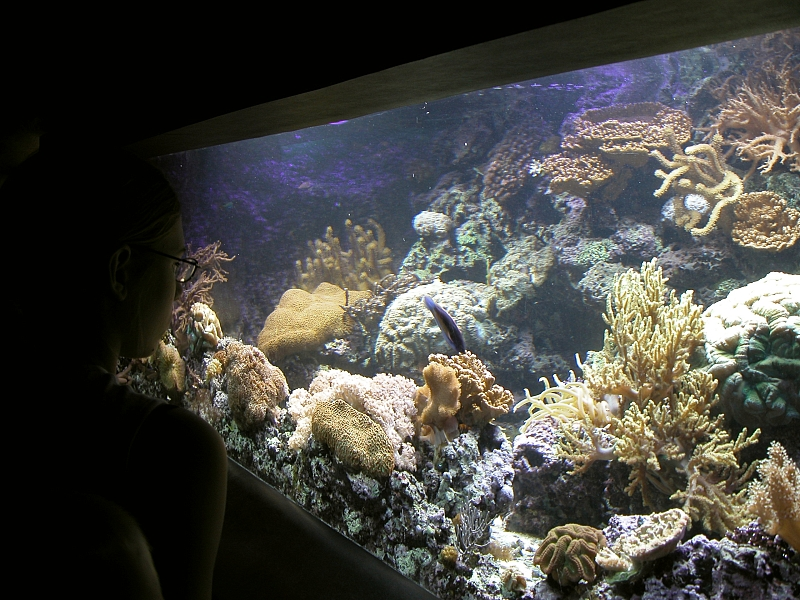
Vue sur un aquarium récifal.

### Le sol
Le sol de l'aquarium est habituellement recouvert de graviers fins ou petits galets sur quelques centimètres, permettant d'ancrer les plantes.
L'utilisation de roches et de sable calcaire influence la composition de l'eau. Le calcaire se dissout dans l'eau de l'aquarium.

### Le décor
Les décors utilisent divers matériaux naturels ou d'apparence naturelle : liège, racines de tourbières, etc.
Les tanins contenus dans les racines des tourbières colorent l'eau. Les racines sont préalablement bouillies pour éviter cela.
Certaines espèces de poissons (comme la Loche-Clown) apprécient de pouvoir se cacher ou utilisent leur milieu pour pondre et protéger leurs œufs ou alevins. Des cachettes typiques sont des demi-noix de coco ou des pots de fleurs troués placés dans l'aquarium.
Un poster représentant des plantes aquatiques est parfois placé sur la vitre arrière de l'aquarium pour augmenter l'effet de profondeur.

## Le support
Un aquarium est fait de matériaux lourds tels que le verre, la pierre, le sable et l'eau. Le poids est estimé selon la formule suivante: poids = volume * 1,5. Ce qui fait un poids de 300 kg pour un aquarium de 200 litres.
Un meuble ordinaire ne supporte généralement pas une telle charge. Un aquarium de grande taille est posé sur un support fait de matériaux de construction (brique, béton), de métal ou de bois rigide (contreplaqué).
Le commerce d'aquariophilie fournit des meubles en bois renforcé, et protégés contre l'eau, ceci pour éviter la pourriture due aux éclaboussures qui vont inévitablement se produire, dont les dimensions correspondent à celles des bacs d'aquarium du commerce.

## Les appareils

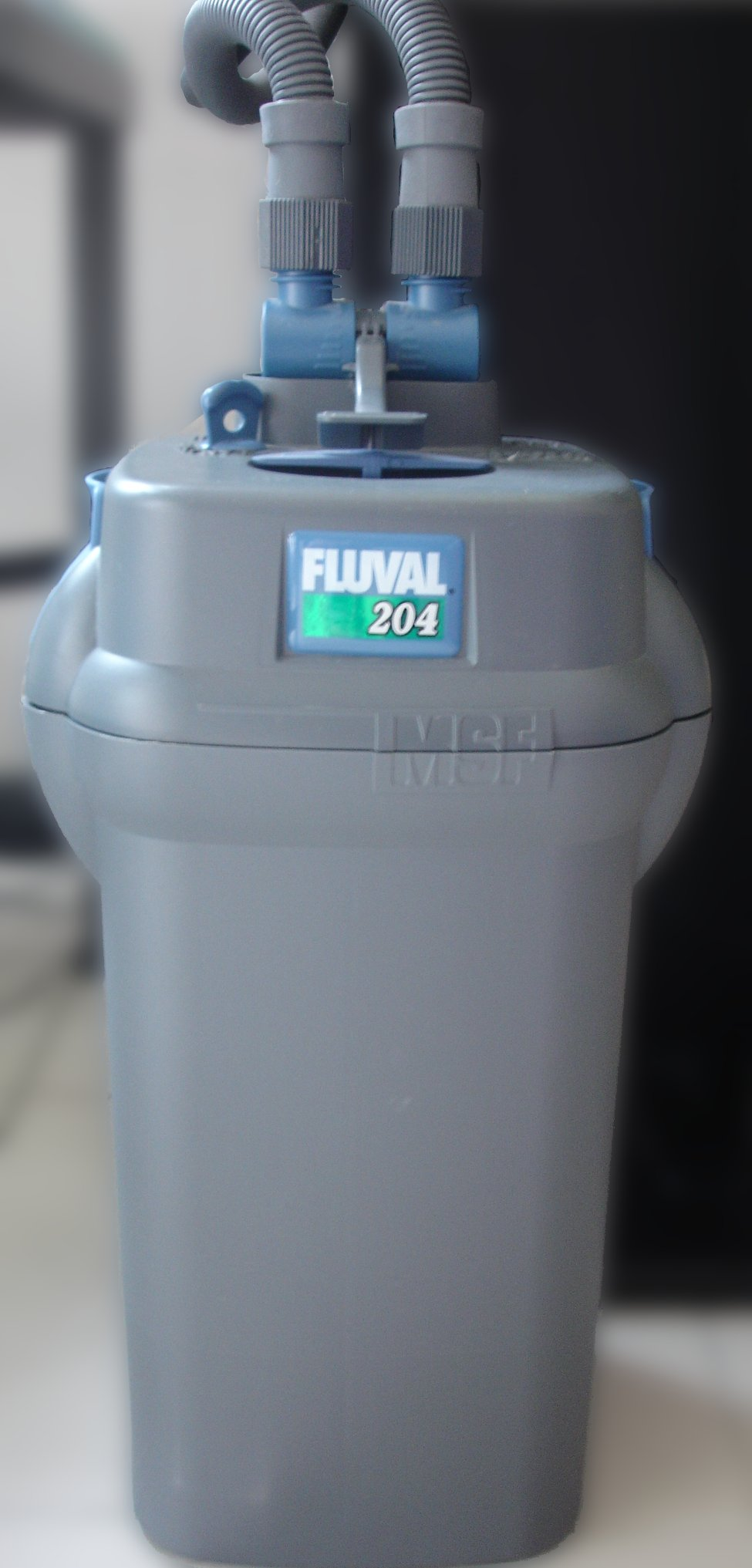
Exemple de filtre externe.

La présence d'impuretés, ainsi que des conditions inadaptées et changeantes de l'eau (température et pH) fragilisent la santé des animaux aquatiques. Au contraire, des conditions constantes et une eau propre les fortifie. 
Les appareils servent à maintenir des conditions climatiques et une composition de l'eau constante.
- La pompe et le filtre servent à éliminer les impuretés présentes dans l'eau. Les impuretés proviennent des déjections des poissons, des restes de nourriture, et des plantes en décomposition. Les impuretés sont à l'origine de l'apparition de produits toxiques et d'algues dans l'eau (voir cycle de l'azote et eutrophisation).

- Le brassage provoqué par la pompe fait descendre l'eau de la surface - riche en oxygène, et assure une concentration régulière d'oxygène dans l'eau entre les différentes couches de l'aquarium. Un diffuseur est parfois utilisé pour augmenter la concentration d'oxygène.

- Le chauffage est équipé d'un thermostat et assure une température constante. Un refroidisseur est parfois utilisé pour abaisser la température de l'eau.

- Des lampes apportent la lumière nécessaire aux plantes. L'usage d'un éclairage artificiel permet de doser précisément la quantité de lumière, et d'éviter la croissance de plantes indésirables telles que les algues.

- Des produits naturels tels que les pierres calcaires et les racines influencent la composition de l'eau. Ils sont parfois utilisés comme complément des appareils.

Ces appareils sont utilisés aussi bien sur des petits aquariums domestiques que sur les grands bacs des aquariums publics ou des fermes d'aquaculture. La dimension et la puissance des appareils diffèrent en fonction du volume d'eau et de la profondeur de l'aquarium.

### Le filtre et la pompe

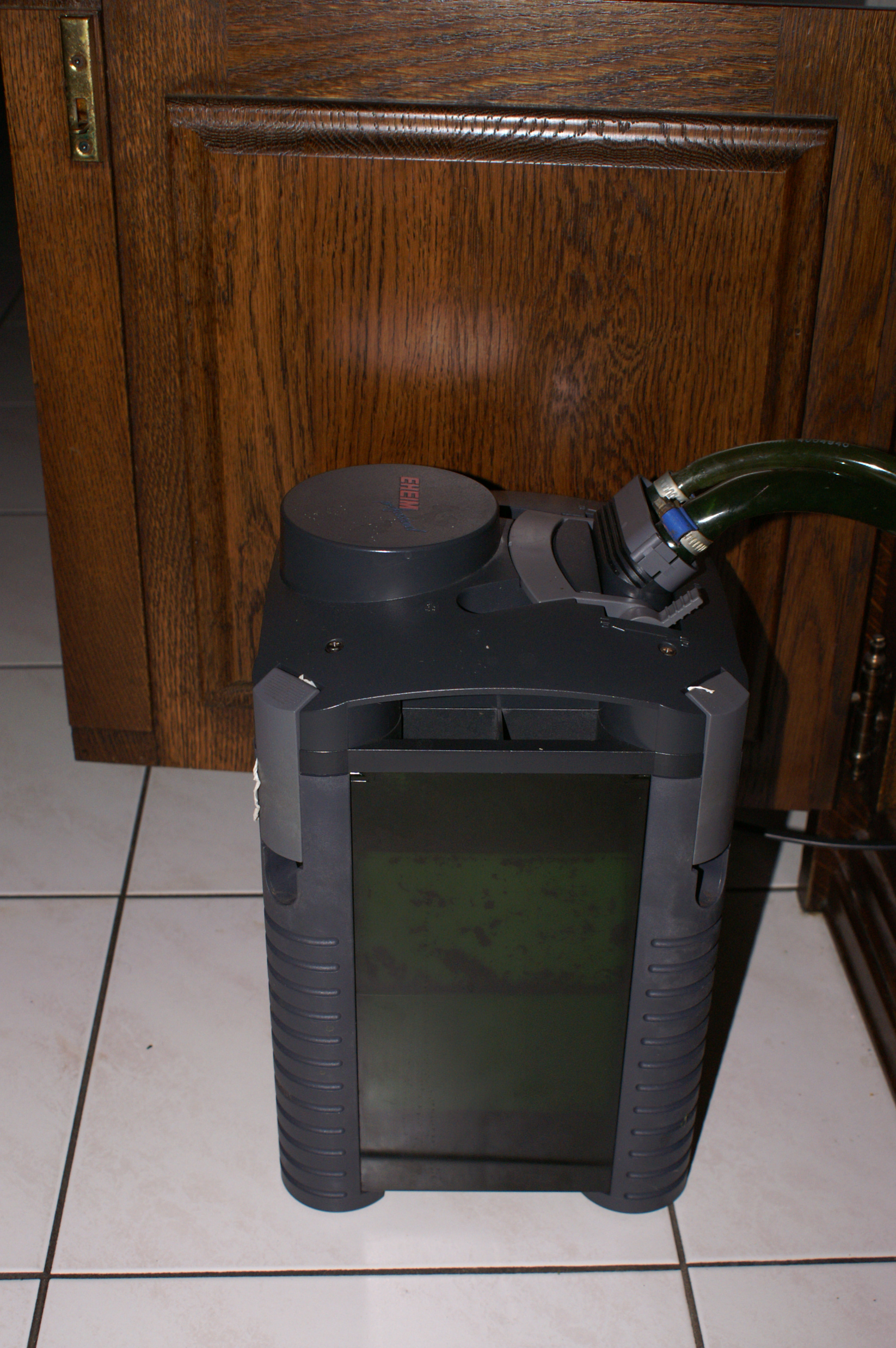
Filtre et pompe.

Le filtre sert à éliminer les impuretés solides, liquides et gazeuses présentes dans l'eau. Un filtre ordinaire capture les impuretés solides. Un filtre biologique contient en plus des microorganismes qui digèrent l'ammoniaque et les nitrites (voir cycle de l'azote). Le filtre peut être équipé de charbon actif qui absorbe diverses toxines liquides et gazeuses dissoutes dans l'eau, ainsi que de tourbe qui contribue à acidifier l'eau.
La pompe sert non seulement à faire circuler l'eau afin de l'épurer à travers le filtre, mais aussi à mélanger l'eau dans l'aquarium, et assurer ainsi une concentration constante d'oxygène dissous que les poissons respirent. La teneur en oxygène de l'eau est d'environ 0,001 % (10 mg pour un kg), tandis que la teneur d'oxygène de l'air est d'environ 21 %. La pompe va par exemple aspirer l'eau pauvre en oxygène du fond, la mener sur les filtres puis la rejeter à la surface où elle va être enrichie en oxygène par l'air environnant.
Le brassage de l'eau comporte aussi une fonction oxygénante et permet de recréer certains milieux de vie agités.

### Le chauffage

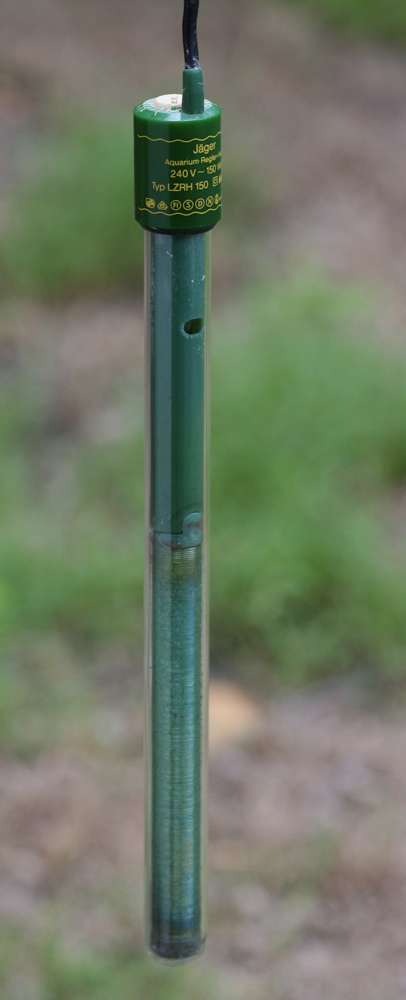
Chauffage, thermoplongeur.

Les poissons et les crustacés sont des animaux à sang froid. Leur métabolisme s'accélère avec l'augmentation de la température. Les poissons des eaux tropicales supportent des températures comprises entre 22 et 32 degrés. Les poissons des eaux tempérées préfèrent des températures comprises entre 15 et 22 degrés.
Le chauffage est utilisé pour maintenir une température élevée nécessaire aux poissons tropicaux. Pour les poissons des eaux tempérées et froides on utilise parfois un refroidisseur - appareil qui fonctionne comme une climatisation.
Les systèmes les plus couramment utilisés sont les systèmes chauffants, composés d'une résistance (élément chauffant) et d'un thermostat (régulation). Les plus simples sont les thermoplongeurs composés d'une résistance dans un tube de verre. 
Des serpentins, placés dans le sol sont parfois utilisés. Contrairement à un tube chauffant, les serpentins sont cachés, et le réchauffage du sol améliore la croissance des plantes[réf. nécessaire]. Les serpentins sont plus coûteux que les tubes chauffants.
La puissance totale des éléments chauffants est fonction de la température de l'eau, le volume de l'aquarium et la température de la pièce où il se trouve.

### L'éclairage

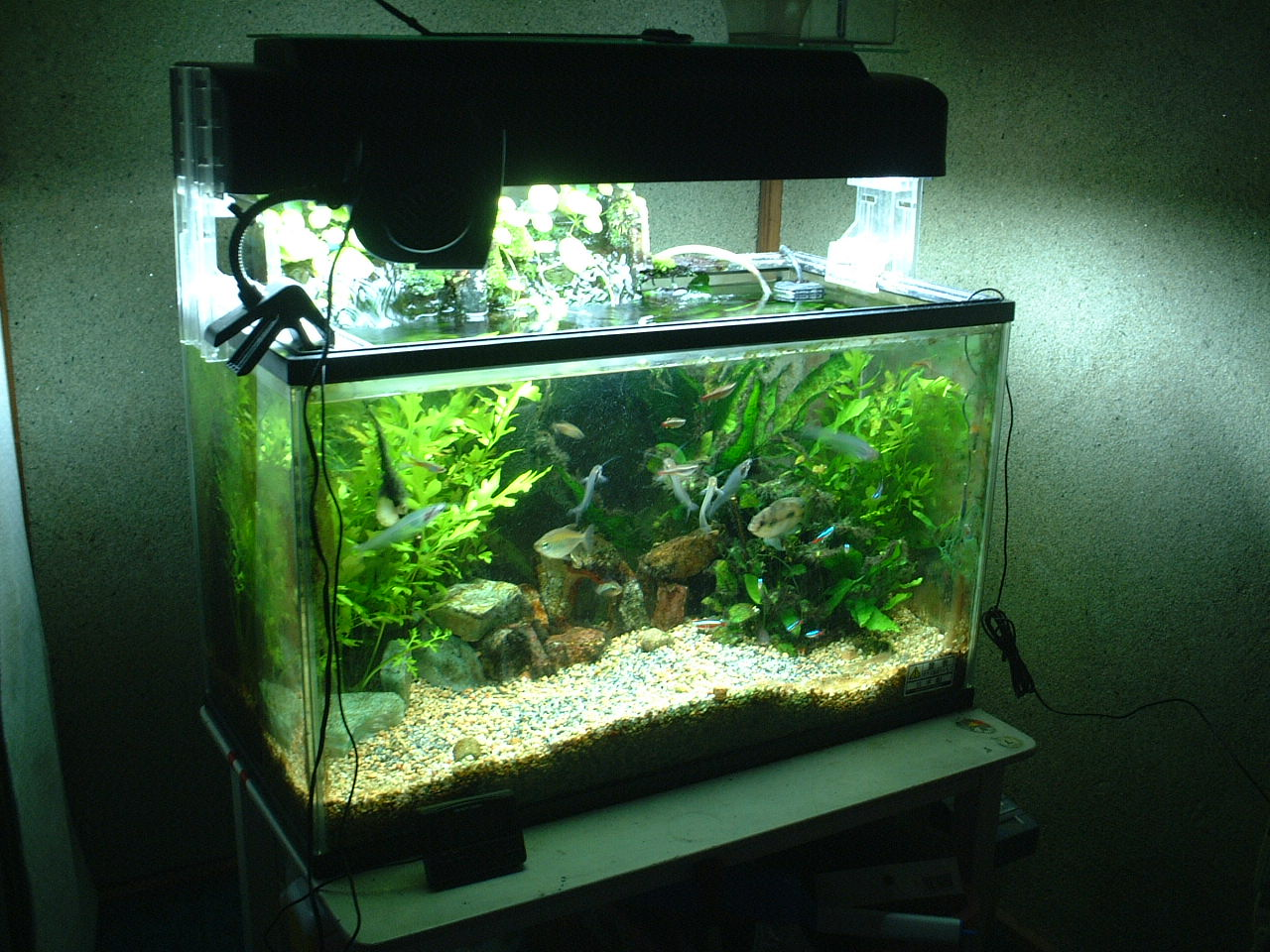
Éclairage.

Les lampes posées au sommet du bac sont indispensables aux plantes présentes dans l'aquarium. Elles produisent la lumière nécessaire à la croissance et la photosynthèse.
Les lampes mettent aussi en valeur la coloration des poissons, des coraux et des crustacés. En effet les chromatophores, les cellules colorantes, s'activent en présence de lumière et donnent aux animaux une coloration vive et brillante. Les cellules colorantes se désactivent la nuit, en cas de stress ou de mauvaise santé, et donnent à l'animal une couleur pâle et terne.
L'usage d'un éclairage artificiel permet de contrôler précisément la quantité de lumière, et d'éviter une croissante incontrôlée de plantes indésirables comme les algues.
L'éclairage artificiel est réalisé à l'aide de lampes, habituellement régulées par une minuterie réglée sur une dizaine d'heures à une douzaine d'heures par jour. Les lampes utilisées sont les lampes fluorescentes horticoles de type néon comme les tubes néon T8 et T5 ou des spots dits HQL et HQI.

### Le diffuseur
Le diffuseur est une pièce réalisée dans un matériau poreux (céramique pour les plus onéreux) permettant de générer une colonne de bulles d'air grâce à l'air en légère surpression produit par une pompe. Le diffuseur permet d'augmenter la teneur en oxygène de l'eau, ce qui est bénéfique pour la santé des poissons.
Le brassage provoqué par les bulles d'air diminue la teneur en CO2 de l'eau, affaiblit les plantes et modifie la composition de l'eau.
Le diffuseur aspire l'air environnant et le dissout dans l'eau. Si l'air contient des impuretés telles que fumée de tabac, produits ménagers, odeurs de cuisine et vapeurs, celles-ci se retrouveront dans l'eau de l'aquarium.

## Source
- Jean-Marc Schutz, L'aquarium - les bases de l'aquariophilie, Colmar, S.E.A.P, 1997, 95 p. (ISBN 2-7372-3056-X)